# Haucourt-Moulaine
Haucourt-Moulaine és un municipi francès situat al departament de Meurthe i Mosel·la i a la regió del Gran Est. L'any 2007 tenia 2.938 habitants.

## Demografia

### Població
El 2007 la població de fet de Haucourt-Moulaine era de 2.938 persones. Hi havia 1.208 famílies, de les quals 354 eren unipersonals (114 homes vivint sols i 240 dones vivint soles), 324 parelles sense fills, 423 parelles amb fills i 107 famílies monoparentals amb fills.
La població ha evolucionat segons el següent gràfic:
Habitants censats

### Habitatges
El 2007 hi havia 1.244 habitatges, 1.215 eren l'habitatge principal de la família, 1 era una segona residència i 28 estaven desocupats. 855 eren cases i 354 eren apartaments. Dels 1.215 habitatges principals, 785 estaven ocupats pels seus propietaris, 414 estaven llogats i ocupats pels llogaters i 16 estaven cedits a títol gratuït; 44 tenien una cambra, 27 en tenien dues, 187 en tenien tres, 420 en tenien quatre i 538 en tenien cinc o més. 921 habitatges disposaven pel capbaix d'una plaça de pàrquing. A 526 habitatges hi havia un automòbil i a 439 n'hi havia dos o més.

### Piràmide de població
La piràmide de població per edats i sexe el 2009 era:
| Homes | Edats   | Dones |
| ----- | ------- | ----- |
| 0     | 95 o +  | 0     |
| 0     | 90 a 94 | 8     |
| 8     | 85 a 89 | 20    |
| 24    | 80 a 84 | 20    |
| 40    | 75 a 79 | 56    |
| 92    | 70 a 74 | 92    |
| 124   | 65 a 69 | 116   |
| 64    | 60 a 64 | 112   |
| 56    | 55 a 59 | 88    |
| 96    | 50 a 54 | 68    |
| 92    | 45 a 49 | 92    |
| 108   | 40 a 44 | 124   |
| 96    | 35 a 39 | 112   |
| 84    | 30 a 34 | 80    |
| 128   | 25 a 29 | 100   |
| 64    | 20 a 24 | 88    |
| 100   | 15 a 19 | 108   |
| 108   | 10 a 14 | 120   |
| 84    | 5 a 9   | 52    |
| 80    | 0 a 4   | 48    |

## Economia
El 2007 la població en edat de treballar era de 1.807 persones, 1.303 eren actives i 504 eren inactives. De les 1.303 persones actives 1.109 estaven ocupades (609 homes i 500 dones) i 194 estaven aturades (114 homes i 80 dones). De les 504 persones inactives 114 estaven jubilades, 168 estaven estudiant i 222 estaven classificades com a «altres inactius».

### Ingressos
El 2009 a Haucourt-Moulaine hi havia 1.190 unitats fiscals que integraven 2.940,5 persones, la mediana anual d'ingressos fiscals per persona era de 15.889 €.

### Activitats econòmiques
Dels 64 establiments que hi havia el 2007, 5 eren d'empreses extractives, 3 d'empreses de fabricació d'altres productes industrials, 9 d'empreses de construcció, 12 d'empreses de comerç i reparació d'automòbils, 2 d'empreses de transport, 7 d'empreses d'hostatgeria i restauració, 3 d'empreses d'informació i comunicació, 2 d'empreses financeres, 4 d'empreses immobiliàries, 4 d'empreses de serveis, 7 d'entitats de l'administració pública i 6 d'empreses classificades com a «altres activitats de serveis».
Dels 20 establiments de servei als particulars que hi havia el 2009, 1 era una oficina de correu, 1 funerària, 3 tallers de reparació d'automòbils i de material agrícola, 4 paletes, 2 fusteries, 1 lampisteria, 1 empresa de construcció, 2 perruqueries, 4 restaurants i 1 saló de bellesa.
Dels 4 establiments comercials que hi havia el 2009, 1 era una gran superfície de material de bricolatge, 1 una botiga de menys de 120 m², 1 una peixateria i 1 una botiga de material de revestiment de parets i terra.
L'any 2000 a Haucourt-Moulaine hi havia 4 explotacions agrícoles.

## Equipaments sanitaris i escolars
L'únic equipament sanitari que hi havia el 2009 era una farmàcia.
El 2009 hi havia 2 escoles elementals.

## Poblacions més properes
El següent diagrama mostra les poblacions més properes.